# Det finns en källa, fylld med blod
Det finns en källa, fylld med blod är en sång med text från 1771 av William Cowper. I original heter psalmen There is a fountain filled with blood och publicerades 1772 i "Conyers' Collection of Psalm and Hymns". År 1854 gjorde Betty Ehrenborg en fri översättning av Cowpers text, vilken fick titeln: Här en källa rinner. Senare 1859, översattes texten igen, denna gång av Bröderna Palmqvist med titeln: Det ges en källa fylld med blod. Psalmen som hittills inte hade haft någon kör, fick 1885 en kör tillagd i amerikanska psalmboken "Songs of Joy and Gladness". Den nya psalmen översattes till Det finns en källa fylld med blod av Fredrik Engelke och trycktes i Frälsningsarméns sångbok 1883 och i Förbundssånger 1892. Musiken av Tullius Clinton O'Kane är i g-moll i traditionell  Common Metre, förkortat C. M. takt. Psalmen ska framföras ganska långsamt. I Hjärtesånger 1895 valde Emil Gustafson bibelcitatet Jesaja 12:3 (omnämnd som Esaia) för denna psalmtext: "Och I skolen ösa vatten med fröjd utur frälsningens brunnar." . I Hjärtesånger 1895 anger Emil Gustafson att han hämtat den svenska texten ur Stridssånger.

## Publicerad i
- Metodistkyrkans psalmbok 1896 som nr 215 under rubriken "Evangelii löften och förmåner".
- Hjärtesånger 1895 som nr 36 med titeln "Helsokällan" under rubriken "Väckelse- och inbjudningssånger".
- Musik till Frälsningsarméns sångbok 1907 som nr 41
- Fridstoner 1926 som nr 43 under rubriken "Frälsnings- och helgelsesånger ".
- Frälsningsarméns sångbok 1929 som nr 2 under rubriken "Frälsningen i Kristus".
- Frälsningsarméns sångbok 1968 som nr 8 under rubriken "Frälsning".
- Segertoner 1988 som nr 522 under rubriken "Att leva av tro - Skuld - förlåtelse -rening".[1]
- Frälsningsarméns sångbok 1990 som nr 330 under rubriken "Frälsning".